# Penicillium brevicompactum
Penicillium brevicompactum és una espècie de fong ascomicot de l'ordre dels eurotials (Eurotiales).
Del P. stoloniferum se'n pot aïllar l'àcid micofenòlic.